# Parte de mí (álbum de Soledad Pastorutti)
Parte de mí es el décimo séptimo álbum de la cantante Soledad Pastorutti lanzado el 20 de septiembre de 2020. Producido por Carlos Vives, Cheche Alara, Juan Blas Caballero, Rodolfo Lugo e Ivan Miyazato.

## Lista de canciones
| N.º | Título                                            | Escritor(es)                                                                          | Duración |  |
| 1.  | «Volverás» (con Matías Carrica)                   | Soledad Pastorutti, Matías Carrica y Bruno Orgaz                                      | 3:19     |  |
| 2.  | «Parte de mí»                                     | Soledad Pastorutti, Claudia Brant y Cheche Alara                                      | 3:44     |  |
| 3.  | «Aunque me digas que no»                          | Soledad Pastorutti, Claudia Brant y Cheche Alara                                      | 4:19     |  |
| 4.  | «Quién dijo» (con Kany García)                    | Soledad Pastorutti, Kany García, Juan Blas Caballero y Daniel Reschigna               | 3:55     |  |
| 5.  | «Cuando duele»                                    | Soledad Pastorutti, Claudia Brant y Cheche Alara                                      | 4:19     |  |
| 6.  | «La música de mi vida» (con India Martínez)       | Soledad Pastorutti, Bruno Orgaz, Juan Blas Caballero, Marcelo Scornik y Nicolás Landa | 3:31     |  |
| 7.  | «Tal como siento»                                 | Soledad Pastorutti, Claudia Brant y Cheche Alara                                      | 4:00     |  |
| 8.  | «Fiesta en el sur»                                | Soledad Pastorutti y Carlos Vives                                                     | 4:47     |  |
| 9.  | «Sigo siendo yo» (con Paula Fernandes)            | Soledad Pastorutti, Paula Fernandes y Claudia Brant                                   | 3:30     |  |
| 10. | «Ya no más»                                       | Leonel García                                                                         | 3:45     |  |
| 11. | «La Valeria»                                      | Carlos Vives y Soledad Pastorutti                                                     | 3:58     |  |
| 12. | «A la abuela Emilia»                              | Teresa Parodi                                                                         | 4:22     |  |
| 13. | «La Gringa»                                       | Soledad Pastorutti y Carlos Vives                                                     | 4:17     |  |
| 14. | «Chingui chingui» (con Los Auténticos Decadentes) | Soledad Pastorutti, Juan José Castelli y Pablo Cordero                                | 3:36     |  |

## Créditos
- Dirección A&R: Pablo Durand
- A&R: Nacho Soler
- Producido por Carlos Vives, Martín Velilla, Andrés Leal, Cheche Alara, Juan Blas Caballero, Rodolfo Lugo e Ivan Miyazato
- Grabado por Andrés Borda, Sancho Gómez-Escolar, Nicolás Kalwill, Daniel Ianniriberto, Gustavo Borner, Joaquín Borda, Facundo Rodríguez y Juan Blas Caballero
- Mezclado por Justin Moshkevich, Cesar Sogbe, Facundo Rodrígue e, Ivan Miyazato
- Masterizado por Diego Calviño y Justin Moshkevich
- Concepto: Damián Brissio y Noelia Albanese
- Fotografía: Paula Manino

## Posicionamiento en listas
| Listas (2020)     | Mejor posición |
| ----------------- | -------------- |
| Argentina (CAPIF) | 4              |